# Ahmad II bin Rashid Al Mu'alla
Ahmad II bin Rashid Al Mu`alla (in arabo أحمد بن راشد المعلا‎?; Umm al-Qaywayn, 1911 – Umm al-Qaywayn, 21 febbraio 1981), è stato emiro di Umm al-Qaywayn dal 1929 al 1981.

## Biografia
Ahmad II bin Rashid nacque a Umm al-Qaywayn nel 1911 ed era figlio dell'emiro Rashid II bin Ahmad.
Ascese al trono dopo l'assassinio di suo cugino, lo sceicco Hamad bin Ibrahim, il 9 febbraio 1929. Durante il suo regno l'emirato conobbe un grande sviluppo in termini sociali. Furono costruiti moderni ospedali, scuole, università, strutture per il governo e la sicurezza municipale. Nacquero gli organismi culturali e militari e una forza di polizia. Vennero costruite strade pubbliche, stazioni e impianti per la produzione di energia elettrica e per la dissalazione dell'acqua.
Partecipò all'incontro dei sovrani degli Stati della Tregua del 25 febbraio 1968 a Dubai, in cui i sovrani di Abu Dhabi, lo sceicco Zayed bin Sultan Al Nahyan, e di Dubai, lo sceicco Rashid bin Sa'id Al Maktum, proposero di fondare un'unione di emirati. Il 2 dicembre 1971, accompagnato dal principe ereditario Rashid, firmò il documento istitutivo della Federazione degli Emirati Arabi Uniti. L'emirato proseguì anche negli anni successivi sulla strada dello sviluppo per la creazione di uno Stato moderno.
Morì nella sua città natale il 21 febbraio 1981.